# Hubert Marischka

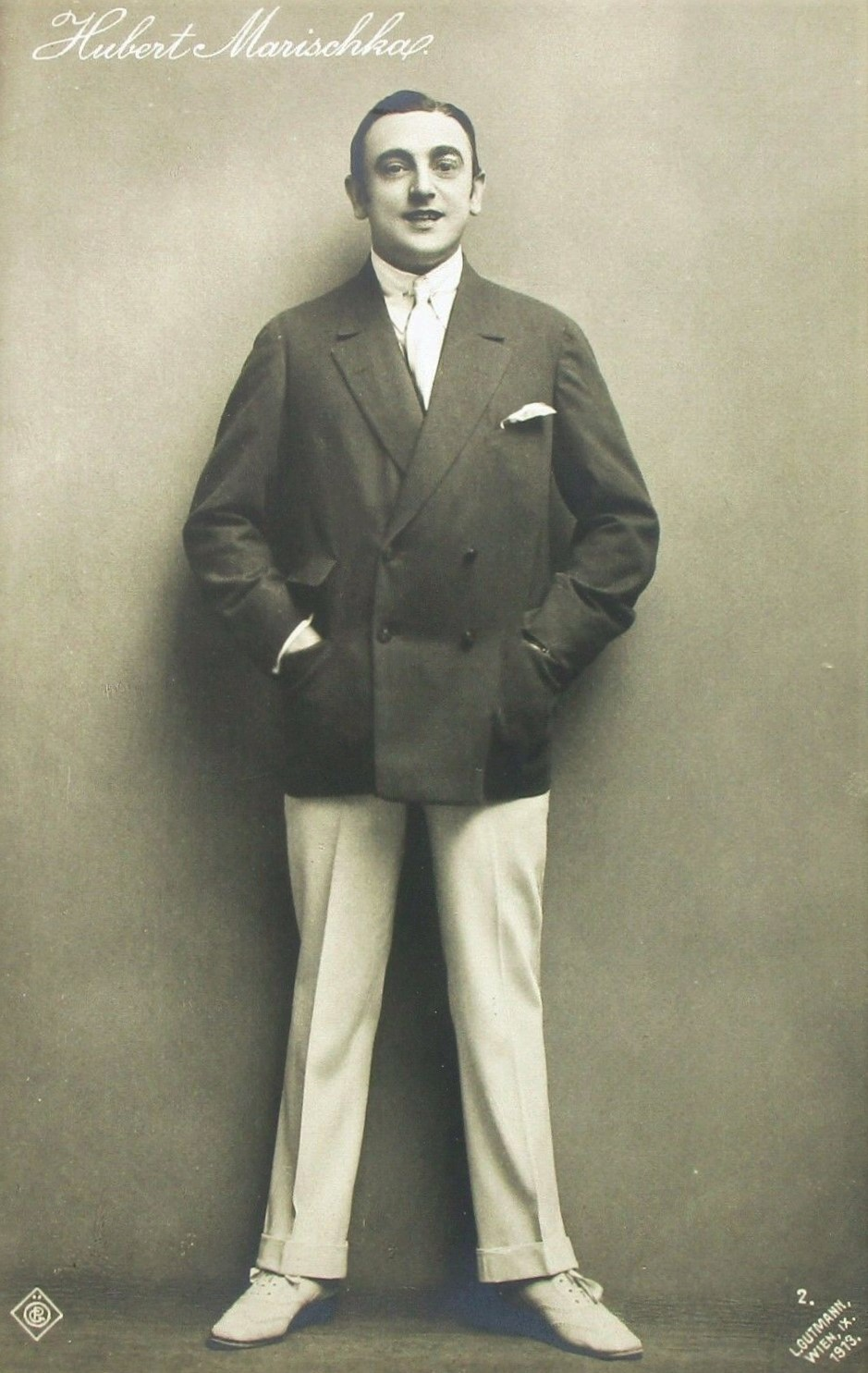
Hubert Marischka (1913)

Hubert Marischka (Wenen, 27 augustus 1882 - Wenen, 4 december 1959) was een Oostenrijks filmregisseur en auteur.
Marischka was een broer van Ernst Marischka.
Met Hans Moser draaide hij films als Wir bitten zum Tanz (1941) en Der Herr Kanzleirat (1948). Zijn zonen Franz Marischka en Georg Marischka werden ook regisseurs en acteurs.
- Bibliothèque nationale de France: cb14690219k (data)
- Gemeinsame Normdatei: 116067411
- International Standard Name Identifier: 0000 0000 5520 8459
- Library of Congress Control Number: no93020666
- MusicBrainz: cdbac1fe-d9ba-49f6-996f-6df0d27d98e1
- Nationale Bibliotheek van Tsjechië: mzk2012716799
- Nationale Bibliotheek van Israël: 987012412051605171
- Nationale Bibliotheek van Polen: a0000002514136
- Nederlandse Thesaurus van Auteursnamen: 146640888
- SNAC: w6jt3xzx
- Système universitaire de documentation: 244021155
- Virtual International Authority File: 34719131
- WorldCat: E39PBJjhGdxgP94qyjy898FBT3